# Filipinas en los Juegos Olímpicos de Los Ángeles 1932
Filipinas estuvo representada en los Juegos Olímpicos de Los Ángeles 1932 por un total de 8 deportistas masculinos que compitieron en 3 deportes.

## Medallistas
El equipo olímpico filipino obtuvo las siguientes medallas:
| Nombre            | Deporte   | Competición       |
| ----------------- | --------- | ----------------- |
| Oro               |           |                   |
| —                 |           |                   |
| Plata             |           |                   |
| —                 |           |                   |
| Bronce            |           |                   |
| Simeon Toribio    | Atletismo | Salto de altura M |
| José Villanueva   | Boxeo     | 53,5 kg M         |
| Teófilo Yldefonso | Natación  | 200 m braza M     |